# 2016年のアメリカ合衆国
2016年のアメリカ合衆国 （2016ねんのアメリカがっしゅうこく）では、2016年のアメリカ合衆国に関する出来事について記述する。

## 国家元首等
- 大統領
  - 第44代: バラク・オバマ （民主党、2009年1月20日 - 2017年1月20日)
- 副大統領
  - 第47代: ジョー・バイデン （民主党、2009年1月20日 - 2017年1月20日)
- 最高裁判所長官
  - 第17代: ジョン・ロバーツ （2005年9月29日 - ）
- 下院議長
  - 第62代: ポール・ライアン （共和党、2015年10月29日 - 2019年1月3日）
- 上院多数党院内総務
  - 第22代: ミッチ・マコーネル （共和党、2015年1月3日 - 2021年1月20日）

## できごと

### 1月
- 1月22日 - カリフォルニア州の刑務所から殺人罪で投獄された20歳の受刑者、暴行罪と誘拐罪で投獄された37歳の受刑者、及び殺人未遂で投獄された43歳の受刑者が脱獄。当局はこの3人を「非常に危険な人物」だとしている[1]。

### 2月
- 2月2日 - 米司法省と消費者金融保護局は、トヨタ米金融子会社が人種差別的なローン金利設定を行っていたと発表。再発防止策や顧客へ最大2190万ドルの支払いに合意[2]。
- 2月5日 - ニューヨークのマンハッタン南部でクレーン車が転倒し、1人が死亡、3人が重軽傷を負った[3]。
- 2月13日 - ニュージャージー州の刑務所の韓国系女性職員が、男性受刑者と性的関係を持ったとして起訴された、と報じられた[4]。
- 2月14日 - 米国東部に寒波。ニューヨーク市のセントラルパークで過去最低の-18℃を観測[5]。
- 2月20日 - アメリカミシガン州で無差別発砲の銃撃事件、5人が死亡、容疑者は逃亡したが逮捕された[6]。
- 2月28日 - 第88回アカデミー賞。

### 3月
- 3月20日 - アメリカ合衆国大統領バラク・オバマが現職の合衆国大統領としては1928年のカルビン・クーリッジ以来88年ぶりにキューバを訪問した[7]。
- 3月27日 - アラスカ南西部のパブロフ火山が噴火。28日には噴煙が約11000mに達した[8]。
- 3月31日-4月1日 - 第4回核セキュリティ・サミット。

### 4月
- 4月28日 - 嘉手納基地所属の在日米軍属により日本人女性殺害事件が発生、以後日米地位協定の運用の修正を検討。

### 5月
- 5月26日-27日 - 日本三重県志摩市賢島で第42回先進国首脳会議。アメリカからはバラク・オバマ大統領が出席。
- 5月27日 - バラク・オバマが現職アメリカ合衆国大統領として史上初めて、かつて同国により原子爆弾が投下された広島市を訪問[9]。
- 5月29日 - リバタリアン党が2016年大統領選挙の大統領候補に元ニューメキシコ州知事のゲーリー・E・ジョンソン、副大統領候補に元マサチューセッツ州知事のウィリアム・ウェルドを指名[10]。

### 6月
- 6月12日 - フロリダ州のゲイナイトクラブで銃乱射事件発生、50人が死亡する大惨事（容疑者1人を含む、アメリカの銃乱射事件の被害者数では過去最悪）となった。ISIL系のサイトで事実上の犯行声明が出されている[11]。
- 6月15日 - （現地時間）アメリカメジャーリーグ (MLB)・マーリンズのイチローがNPB/MLB通算4257安打目を放ち、ピート・ローズの持つメジャー最多安打を日米プロ野球リーグの通算で上回った。
- 6月19日 - 米国西部で記録的熱波。カリフォルニア州バーバンクで42.8℃、アリゾナ州フェニックスで47.7℃を観測した[12]。
- 6月23日 - 米国ウェストバージニア州で記録的豪雨で洪水が発生[13]。（英語版）

### 7月
- 7月16日 - ドナルド・トランプが共和党の副大統領候補にインディアナ州知事のマイク・ペンスを起用することを発表した[14]。
- 7月17日 - ルイジアナ州バトンルージュで警察官が銃撃を受け3人が死亡、3人が負傷する事件が起こった[15]。
- 7月19日 - オハイオ州で開催された共和党全国大会でトランプとペンスが共和党の正副大統領候補に指名された[16]。
- 7月26日 - 民主党全国大会は大統領候補にヒラリー・クリントンを正式指名。主要政党の大統領候補に女性が指名されるのは初[17]。
- 7月27日 - 民主党全国大会は副大統領候補にティム・ケイン上院議員を正式指名[18]。

### 8月
- 8月7日 - （現地時間）アメリカメジャーリーグ (MLB)・マーリンズのイチローが史上30人目のMLB通算3000本安打を達成。アジア人で初の快挙。

### 9月
- 9月4日-5日 - 中華人民共和国浙江省杭州市で第11回20か国・地域首脳会合（G20）。アメリカからはバラク・オバマ大統領が出席。

### 11月
- 11月8日 - アメリカ合衆国大統領選挙の一般有権者による投票。
- 11月9日 - アメリカ合衆国大統領選挙で一般有権者による投票の開票の結果、共和党のドナルド・トランプが民主党のヒラリー・クリントンを退けて、当選が確実となった[19]。

### 12月
- 12月2日
  - アメリカ合衆国下院が、台湾との軍事交流推進をアメリカ国防総省に促す内容が盛り込まれた国防権限法案を本会議にて可決した[20]。
  - カリフォルニア州・オークランドの倉庫で火災が発生し、36人が死亡し、2人が負傷[21]。
- 12月19日 - 先月の大統領選挙で選ばれた全米の州と首都ワシントンの選挙人、合わせて538人による投票が各地で行われ、ドナルド・トランプが当選に必要な半数を超える票を獲得し第45代アメリカ合衆国大統領に正式に選出された[22]。
- 12月23日 - アメリカ合衆国で、台湾との軍事交流推進をアメリカ国防総省に促す内容が盛り込まれた国防権限法が、成立した[23]。

## 周年
- 9月11日 - アメリカ同時多発テロ事件から15年。

## 死去

### 1月
- 1月1日 - ヴィルモス・スィグモンド、撮影監督（* 1930年）
- 1月1日 - ギルバート・キャプラン、実業家、オーケストラの指揮者（* 1941年）
- 1月3日 - スティーブン・ボズワース、外交官（* 1939年）
- 1月7日 - ジョン・ジョンソン、バスケットボール選手（* 1947年）
- 1月8日 - オーティス・クレイ、ソウル・シンガー（* 1942年）
- 1月9日 - アンガス・スクリム、俳優（* 1926年）
- 1月11日 - モンテ・アーヴィン、野球選手（* 1919年）
- 1月11日 - デヴィッド・マーギュリーズ、俳優（* 1937年）
- 1月13日 - テラ・レイ、ポルノ女優（* 1982年）
- 1月18日 - グレン・フライ、ギタリスト、ロック歌手（* 1948年）
- 1月20日 - エドワード・ヨードン、コンピュータ・コンサルタント、作家、講師（* 1944年）
- 1月24日 - マービン・ミンスキー、コンピュータ科学者（* 1927年）
- 1月26日 - エイブ・ヴィゴダ、俳優、声優（* 1927年）

### 2月
- 2月3日 - モーリス・ホワイト、ミュージシャン（* 1941年）
- 2月3日 - ジョー・アラスカイ、声優（* 1949年）
- 2月4日 - エドガー・ミッチェル、宇宙飛行士（* 1930年）
- 2月4日 - アクセル・ロッテン、プロレスラー（* 1971年）
- 2月6日 - ダン・ヒックス、歌手（* 1941年）
- 2月11日 - ケビン・ランデルマン、総合格闘家（* 1971年）
- 2月19日 - ハーパー・リー、小説家（* 1926年）
- 2月25日 - トニー・バートン、俳優（* 1937年）
- 2月28日 - ジョージ・ケネディ、俳優（* 1925年）

### 3月
- 3月4日 - バド・コリンズ、ジャーナリスト（* 1929年）
- 3月5日 - レイ・トムリンソン、プログラマ（* 1941年）
- 3月6日 - ナンシー・レーガン、女優（* 1921年）
- 3月8日 - リチャード・ダヴァロス、俳優（* 1930年）
- 3月9日 - クライド・ラブレット、バスケットボール選手（* 1929年）
- 3月12日 - ロイド・シャープレー、経済学者、数学者（* 1923年）
- 3月13日 - ヒラリー・パトナム、哲学者（* 1926年）
- 3月16日 - アレクサンドル・エセーニン＝ヴォーリピン、詩人、人権活動家、数学者（* 1924年）
- 3月17日 - ラリー・ドレイク、俳優、声優（* 1950年）
- 3月21日 - アンドルー・グローヴ、実業家（* 1936年）
- 3月23日 - ケン・ハワード、俳優（* 1944年）
- 3月24日 - ギャリー・シャンドリング、コメディアン、俳優、脚本家（* 1949年）
- 3月29日 - パティ・デューク、女優（* 1946年）

### 4月
- 4月7日 - ブラックジャック・マリガン、プロレスラー（* 1942年）
- 4月9日 - トニー・コンラッド、作曲家、ヴァイオリニスト、映像作家、俳優（* 1940年）
- 4月12日 - ボールズ・マホーニー、プロレスラー（* 1972年）
- 4月15日 - フレデリック・マイヤー、スパイ（* 1921年）
- 4月17日 - ドリス・ロバーツ、女優、声優（* 1925年）
- 4月19日 - ウォルター・コーン、理論物理学者（* 1923年）
- 4月20日 - チャイナ、プロレスラー、女優（* 1969年）
- 4月21日 - プリンス、ミュージシャン（* 1958年）
- 4月24日 - ビリー・ポール、歌手（* 1934年）

### 5月
- 5月1日 - ソロモン・ゴロム、数学者、工学者（* 1932年）
- 5月8日 - ウィリアム・シャラート、俳優（* 1922年）
- 5月16日 - ジム・マクミリアン、バスケットボール選手（* 1948年）
- 5月21日 - ニック・メンザ、ドラマー（* 1964年）
- 5月27日 - モートン・ホワイト、哲学者（* 1917年）

### 6月
- 6月3日 - モハメド・アリ、ボクサー（* 1942年）
- 6月5日 - ジェローム・ブルーナー、心理学者（* 1915年）
- 6月6日 - キンボ・スライス、総合格闘家、ボクサー（* 1974年）
- 6月10日 - クリスティーナ・グリミー、シンガーソングライター（* 1994年）
- 6月12日 - ジョージ・ヴォイノヴィッチ、政治家（* 1936年）
- 6月13日 - アナヒド・アジェミアン、ヴァイオリニスト（* 1924年）
- 6月19日 - アントン・イェルチン、俳優（* 1989年）
- 6月23日 - ラルフ・スタンレー、ボーカル、バンジョーの演奏（* 1927年）
- 6月24日 - バーニー・ウォーレル、キーボーディスト（* 1944年）
- 6月27日 - アルビン・トフラー、作家、未来学者（* 1928年）
- 6月28日 - スコティ・ムーア、ギタリスト（* 1931年）
- 6月28日 - パット・サミット、バスケットボール選手、バスケットボール指導者（* 1952年）

### 7月
- 7月2日 - エリ・ヴィーゼル、作家（* 1928年）
- 7月2日 - マイケル・チミノ、映画監督（* 1939年）
- 7月10日 - アルフレッド・ジョージ・クヌードソンJr、遺伝学者（* 1922年）
- 7月16日 - ネイト・サーモンド、バスケットボール選手（* 1941年）
- 7月19日 - ゲイリー・マーシャル、映画監督、俳優、脚本家（* 1934年）
- 7月24日 - マーニ・ニクソン、歌手（* 1930年）

### 8月
- 8月1日 - ジョナサン・D・クレイン、映画プロデューサー（* 1952年）
- 8月2日 - デヴィッド・ハドルストン、俳優（* 1930年）
- 8月2日 - アハメッド・ズウェイル、化学者（* 1946年）
- 8月4日 - ジーン・アントン、プロレスラー（* 1943年）
- 8月7日 - ブライアン・クロウソン、レーシングドライバー（* 1989年）
- 8月15日 - ボビー・ハッチャーソン、ジャズ・ヴィブラフォン奏者（* 1941年）
- 8月17日 - アーサー・ヒラー、映画監督（* 1923年）
- 8月18日 - ジョン・ヴェッシー・ジュニア、軍人（* 1922年）
- 8月23日 - スティーヴン・ヒル、俳優（* 1922年）
- 8月25日 - ルディ・ヴァン・ゲルダー、レコーディング・エンジニア（* 1924年）
- 8月25日 - ジェイムズ・クローニン、物理学者（* 1931年）

### 9月
- 9月1日 - ジョン・ポリト、俳優、声優（* 1950年）
- 9月5日 - ヒュー・オブライエン、俳優（* 1925年）
- 9月5日 - フィリス・シュラフリー、憲法学者、著作家（* 1924年）
- 9月7日 - ボビー・チャコン、ボクサー（* 1951年）
- 9月11日 - アレクシス・アークエット、女優、ミュージシャン（* 1969年）
- 9月16日 - エドワード・オールビー、劇作家（* 1928年）
- 9月17日 - シャーミアン・カー、女優、歌手（* 1942年）
- 9月20日 - カーティス・ハンソン、映画監督、脚本家（* 1945年）
- 9月24日 - バックウィート・ザディコ、ザディコ・ミュージシャン（* 1947年）
- 9月24日 - ビル・ナン、俳優（* 1953年）
- 9月25日 - アーノルド・パーマー、ゴルファー（* 1929年）
- 9月25日 - ホセ・フェルナンデス、野球選手（* 1992年）
- 9月26日 - ハーシェル・ゴードン・ルイス、映画監督（* 1929年）

### 10月
- 10月9日 - アーロン・プライヤー、ボクサー（* 1955年）
- 10月11日 - パトリシア・バリー、女優（* 1922年）
- 10月14日 - トム・ジョーンズ、小説家（* 1945年）
- 10月19日 - フィル・チェス、音楽プロデューサー、実業家（* 1921年）
- 10月20日 - マイケル・マッシー、俳優（* 1955年）
- 10月24日 - ボビー・ヴィー、歌手（* 1943年）
- 10月27日 - スーザン・リンドキスト、分子生物学者（* 1949年）
- 10月29日 - ジョン・D・ロバーツ、化学者（* 1918年）

### 11月
- 11月7日 - ジャネット・レノ、政治家（* 1938年）
- 11月11日 - ロバート・ヴォーン、俳優（* 1932年）
- 11月11日 - ヴィクター・ベイリー、ベーシスト（* 1960年）
- 11月13日 - レオン・ラッセル、シンガーソングライター、ミュージシャン（* 1942年）
- 11月14日 - ガードナー・ムロイ、テニス選手（* 1913年）
- 11月15日 - モーズ・アリソン、ジャズ・ピアノ奏者、歌手（* 1927年）
- 11月16日 - ジェイ・フォレスター、計算機科学者（* 1918年）
- 11月24日 - フローレンス・ヘンダーソン、女優、歌手（* 1934年）
- 11月25日 - ポーリン・オリヴェロス、アコーディオン奏者、作曲家（* 1932年）
- 11月26日 - フリッツ・ウィーヴァー、俳優（* 1926年）
- 11月30日 - アリス・ドラモンド、女優（* 1928年）

### 12月
- 12月4日 - マーガレット・ホイットン、女優（* 1950年）
- 12月8日 - ジョン・ハーシェル・グレン、宇宙飛行士、政治家（* 1921年）
- 12月13日 - トーマス・シェリング、経済学者（* 1921年）
- 12月14日 - カレル・フサ、作曲家（* 1921年）
- 12月14日 - バーナード・フォックス、俳優（* 1927年）
- 12月14日 - ギャレット・ゴメス、騎手（* 1972年）
- 12月17日 - ヘンリー・ハイムリック、医学者（* 1920年）
- 12月18日 - ザ・ザ・ガボール、女優（* 1917年）
- 12月25日 - ヴェラ・ルービン、天文学者（* 1928年）
- 12月27日 - キャリー・フィッシャー、女優、脚本家（* 1956年）
- 12月28日 - デビー・レイノルズ、女優、歌手、声優（* 1932年）